# Arrest Ursula Becker
Het arrest Ursula Becker is een uitspraak van het Europees Hof van Justitie van 24 juli 1982 (zaak 8/81), inzake rechtstreekse werking van een bepaling in de Zesde btw-richtlijn, na het verstrijken van de implementatietermijn op 1 januari 1979.

## Zesde btw-richtlijn
Zesde Richtlijn 77/388/EEG van de Raad van 17 mei 1977 betreffende de harmonisatie van de wetgevingen der Lid-Staten inzake omzetbelasting – Gemeenschappelijk stelsel van belasting over de toegevoegde waarde: uniforme grondslag (PB 1977, L 145, blz. 1)

Deze richtlijn bevat een bepaling inzake vrijstelling van omzetbelasting voor de omzet uit kredietbemiddeling
(artikel 13 B, sub b, streepje 1).

## Casus en procesverloop
Ursula Becker was zelfstandig kredietbemiddelaar in Münster.
Over de omzet uit kredietbemiddeling kreeg ze in 1979 een vooraanslag in de omzetbelasting.
Nadat een bezwaarschrift was afgewezen, ging ze in beroep bij het Finanzgericht Münster.
Deze rechter heeft het Hof van Justitie verzocht om een prejudiciële beslissing.
Becker deed beroep op een btw-vrijstelling in de Zesde btw-richtlijn, waarvan in Duitsland de implementatietermijn op 1 januari 1979 was verstreken. Becker had in 1979 geen btw bij haar klanten in rekening gebracht.

## Rechtsvraag
Wat betreft de vrijstelling van omzetbelasting voor de omzet uit kredietbemiddeling:

Kan een particuliere kredietbemiddelaar zich beroepen op rechtstreekse werking van deze bepaling in een niet tijdig geïmplementerde richtlijn? (Ja.)

## Uitspraak Hof
[dictum]
Een kredietbemiddelaar kon zich na 1 januari 1979 beroepen op het bepaalde inzake de vrijstelling van omzetbelasting voor de omzet uit kredietbemiddeling in artikel 13 B, sub b, – 1, van de Zesde [btw-] richtlijn (...), ook indien de richtlijn nog niet was uitgevoerd en mits hij de belasting niet had afgewenteld op degenen te wier behoeve hij de dienst had verricht. De Staat kan hem in dat geval niet tegenwerpen dat de richtlijn nog niet ten uitvoer is gelegd.

## Conclusie
Dus rechtstreekse werking van een bepaling in een niet tijdig geïmplementeerde richtlijn,
indien deze door een particulier tegen de overheid wordt ingeroepen.
Een kredietbemiddelaar kan geen beroep doen op deze vrijstelling, indien btw bij de klanten in rekening is gebracht. In dat geval heeft zij er kennelijk voor gekozen om geen gebruik te maken van de btw-vrijstelling. Dezelfde keuze moet worden gemaakt als de richtlijn wél is omgezet in nationale wetgeving.

## Betekenis
Dit arrest is een vervolg op de arresten Van Duyn (1974) en Ratti (1979).
Dit zijn drie arresten op rij, waarin een particulier tegenover een lidstaat met succes een beroep doet op directe werking van een bepaling in een niet tijdig geïmplementeerde richtlijn.

## Tot besluit
De richtlijn is in Duitsland met ingang van 1 januari 1980 omgezet in nationale wetgeving.